# Rhingia
Rhingia là một chi ruồi trong họ Syrphidae.

## Hình ảnh

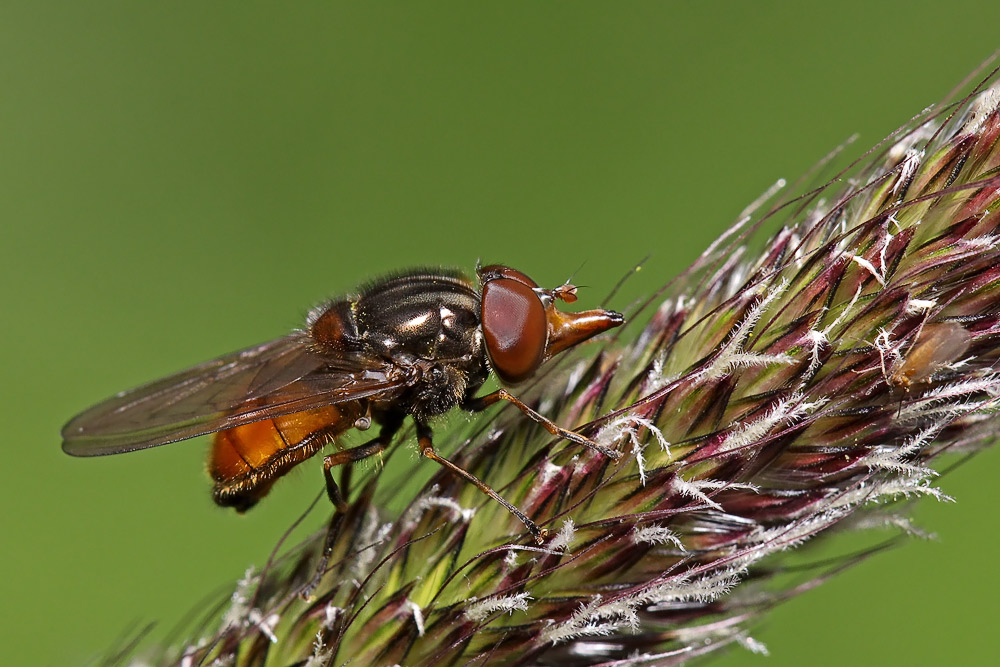
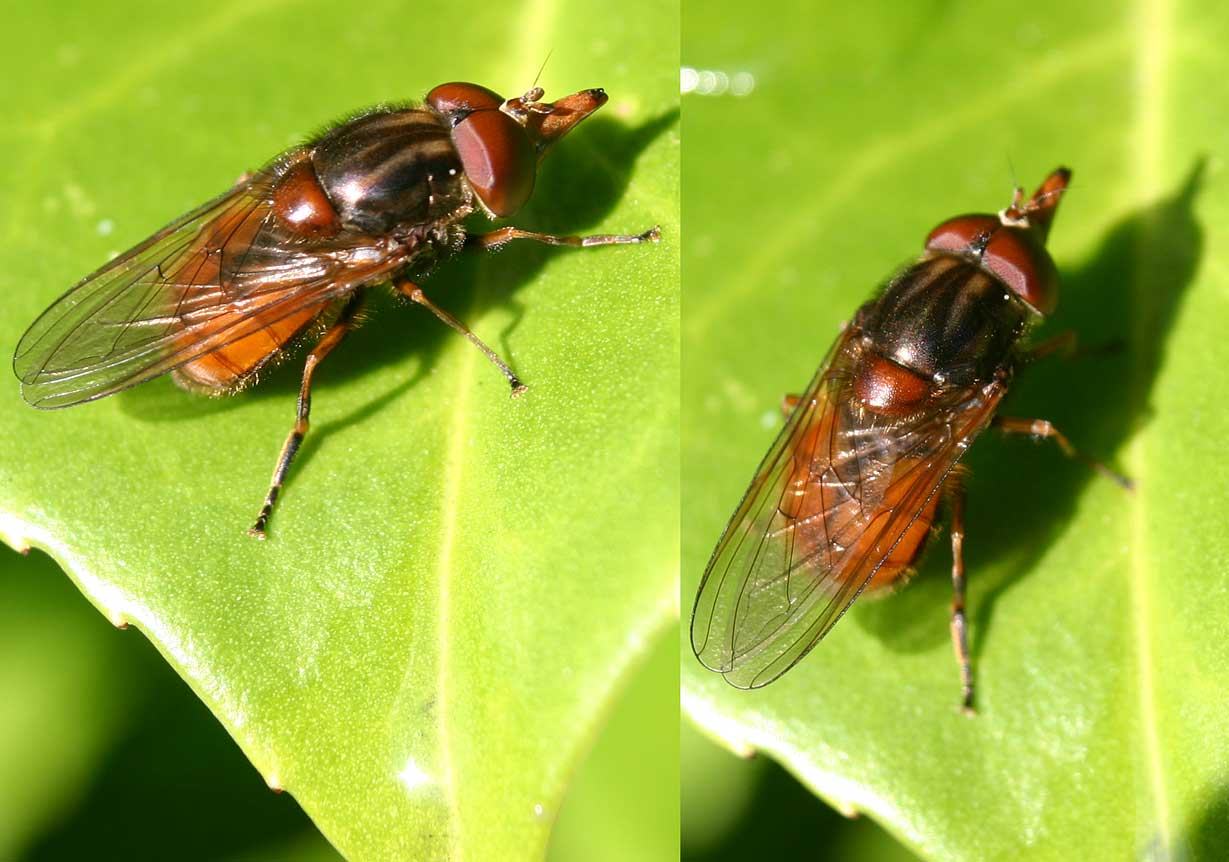
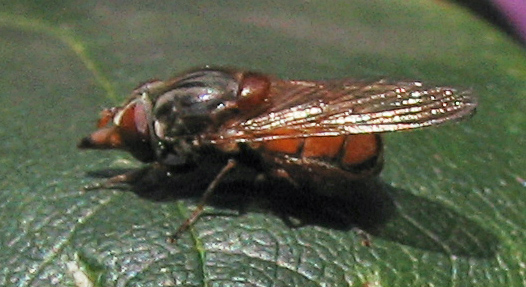